# Arrosès
Arrosès é uma comuna francesa na região administrativa da Nova Aquitânia, no departamento dos Pirenéus Atlânticos. Estende-se por uma área de 9,67 km². Em 2010 a comuna tinha 141 habitantes (densidade: 14,6 hab./km²).